# Arbejdstilsynet
Arbejdstilsynet, ofte forkortet AT, er den danske myndighed på arbejdsmiljøområdet.
Arbejdsmiljøloven sætter den overordnede ramme for Arbejdstilsynets virke. Heraf følger, at det er virksomhedernes ansvar at sørge for, at arbejdsforholdene på virksomhederne er sikkerheds- og sundhedsmæssigt fuldt forsvarlige.
Arbejdstilsynet skal som én blandt flere aktører på arbejdsmiljøområdet bidrage til, at ansvaret varetages af virksomhederne. For Arbejdstilsynets vedkommende sker det ved, at Arbejdstilsynet fører tilsyn med virksomheder, udarbejder regler samt vejleder om arbejdsmiljø.
Arbejdstilsynet er en styrelse under Beskæftigelsesministeriet og har hovedsæde i Landskronagade på Ydre Østerbro i København. Tilsynet med virksomhederne sker via regionale tilsynscentre. Arbejdstilsynet har i alt ca. 600 medarbejdere i 2020.